# Alena van Dilbeek
Alena van Dilbeek (Dilbeek, ? - 640), ook Alena van Vorst genoemd, is een martelares uit de 7e eeuw en de patroonheilige van de Vlaams-Brabantse gemeente Dilbeek.

## Legende
Zij zou rond het jaar 600 geboren zijn als de dochter van de Frankische vorst Levold, die in het bezit was van Dilbeek en christenen vervolgde. Tegen de wil van haar vader in sloop Alena elke nacht naar Vorst, om er kerkelijke diensten bij te wonen. Ze liet zich dopen zonder medeweten van haar heidense ouders. Ze werd door de wachters van haar vader betrapt en meegevoerd. Daarbij hield ze zich krampachtig vast aan een boom, zodat de wachters haar arm afrukten, met haar dood tot gevolg.

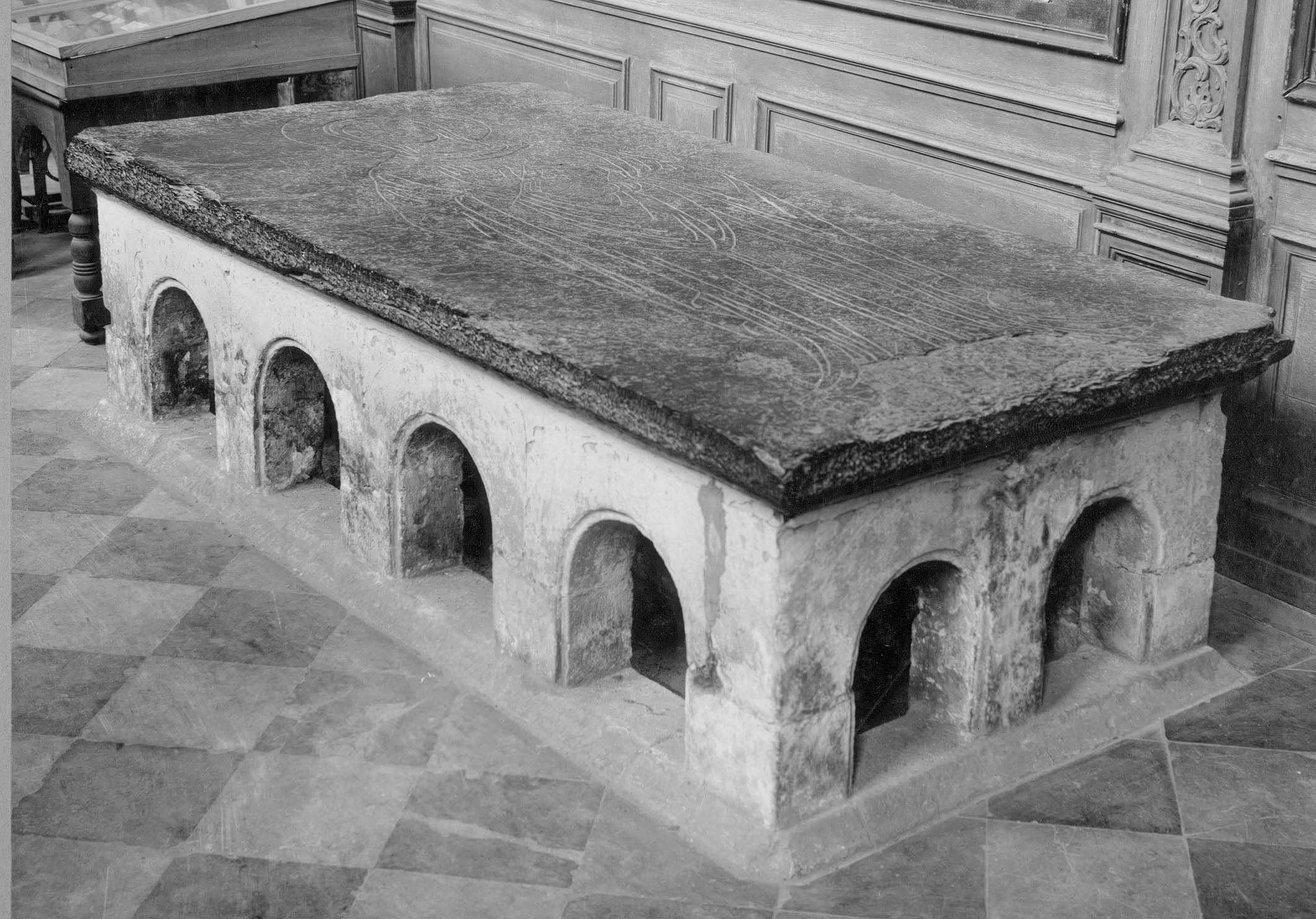
Cenotaaf van Alena in de Sint-Denijskerk van Vorst (ca. 1200)

Een engel zou haar arm naar de Abdij van Vorst overgebracht hebben (pas eeuwen later gesticht). Haar lichaam volgde. Toen een leenman van Levold Alena aanriep en van blindheid genas, bekeerde Levold zich samen met zijn vrouw Hildegard tot het christendom en stichtte een kerk te Dilbeek.

## Verering
Met instemming van de bisschop van Kamerijk werd op Pinksterdag 1193 (19 mei) haar gebeente plechtig verheven door abt Godeschalk van de Abdij van Affligem, wat neerkwam op een heiligverklaring.
Alena's feestdag is 17, 18 en 24 juni.
Ze wordt aangeroepen tegen tandpijn en oogziekten. Haar herinnering leeft verder in de Sint-Alenatoren, gelegen achter het Kasteel de Viron in Dilbeek.
Een skeletonderzoek door de ULB bracht aan het licht dat de in Vorst bewaarde relieken resten zijn van een man.

## Voetnoten
1. ↑  Relieken Sint-Guido na onderzoek terug van weggeweest, brusselnieuws.be, 12 september 2014. Gearchiveerd op 1 december 2017.